# Tomás Ojeda
Pour les articles homonymes, voir Ojeda.
Tomás Ojeda Alvarez (né au Chili le 20 avril 1910 et mort le 20 février 1983) est un footballeur international, attaquant chilien.

## Biographie
En club, il a évolué dans le club du Boca Juniors Antofagasta, au Chili.
Il a également participé avec le Chili à la coupe du monde 1930 en Uruguay.